# ホセ・レイス
ホセ・レイス（Jose Reis、男性、1977年3月9日 - ）は、ポルトガル出身のキックボクサー。身長182cm、体重72kg。高い身体能力を活かして戦う。ヨーロッパの格闘技イベント「スーパーリーグ」に出場した。ルイス・レイスの実兄。ホセ・ルイスとも。

## 来歴
2002年12月14日、K-1スペイン予選のトーナメントで優勝。
2004年10月23日、SuperLeague Germany 2004にてスーパーリーグデビュー。レネ・ミュラーに5RTKO負け。
2006年5月13日、SuperLeague Elimination 2006のトーナメントに出場。1回戦でシャヒン・ヤクートに判定勝ち、準決勝でアミール・ゼヤダに判定勝ち、決勝でジョーダン・タイに判定負けし、準優勝。

## 戦績
| 勝敗 | 対戦相手                         | 試合結果       | 大会名                                      | 開催年月日     |
| ×    | ニキー"ザ・ナチュラル"ホルツケン | 3R終了 判定    | Beast of the East                           | 2008年5月31日  |
| ×    | ジョルジオ・ペトロシアン         | 3R終了 判定0-3 | Janus Fight Night 2007【1回戦】             | 2007年11月24日 |
| ×    | セドリック・ミュラー             | 3R終了 判定    | Steko's Fight Night【決勝】                 | 2007年8月31日  |
| ○    | ライアン・シムソン               | 3R終了 判定    | Steko's Fight Night【1回戦】                | 2007年8月31日  |
| ×    | ジョーダン・タイ                 | 3R終了 判定    | SuperLeague Elimination 2006【決勝】        | 2006年5月13日  |
| ○    | アミール・ゼヤダ                 | 3R終了 判定    | SuperLeague Elimination 2006【準決勝】      | 2006年5月13日  |
| ○    | シャヒン・ヤクート               | 3R終了 判定    | SuperLeague Elimination 2006【1回戦】       | 2006年5月13日  |
| ×    | アルビアール・リマ               | 判定           | SuperLeague Apocalypse 2006                 | 2006年3月11日  |
| ×    | ファディ・メルザ                 | 判定           | SuperLeague Hungary                         | 2006年1月28日  |
| ○    | セドリック・ミュラー             | 3R終了 判定    | SuperLeague Germany 2005                    | 2005年11月19日 |
| ×    | アルビアール・リマ               | 3R終了 判定    | SuperLeague Tournament Turkey 2005【1回戦】 | 2005年9月24日  |
| ×    | ジョーダン・タイ                 | 2R KO          | SuperLeague Germany 2005                    | 2005年5月21日  |
| ○    | オーレ・ローセン                 | 5R終了 判定    | SuperLeague Austria 2005                    | 2005年4月9日   |
| ×    | レネ・ミュラー                   | 5R TKO         | SuperLeague Germany 2004                    | 2004年10月23日 |